# Radikalortodoxi
Radikalortodoxi är en postmodern teologisk rörelse grundad av John Milbank, som tidigare undervisade vid Cambridgeuniversitetets teologiska fakultet. Bidragande till teologin är Catherine Pickstock, Graham Ward och James K. Smith. John Milbanks bok Theology & Social Theory (1990) räknas som det första bidraget till radikalortodoxin.
I huvudsak är radikalortodoxin en kritik av modern sekularism och den kantianska synen på metafysiken. Rörelsen förespråkar den ursprungliga ordningen där teologin är "vetenskapernas drottning", och att om världen ska kunna tolkas korrekt så måste det ske via teologin. I början vägrade radikalortodoxin föra dialog med de sekulära vetenskaperna eftersom dessas världsbild var ateistisk och nihilistisk. Radikalortodixins syn på ontologi har likheter med nyplatonismen. 